# Sandeep Byala
Sandeep Byala (Amritsar, 22 de noviembre de 1967) es un deportista indio que compitió en judo. Ganó una medalla de bronce en los Juegos Asiáticos de 1986, en la categoría de –65 kg.

## Palmarés internacional
| Juegos Asiáticos | Juegos Asiáticos     | Juegos Asiáticos  | Juegos Asiáticos |
| Año              | Lugar                | Medalla           | Categoría        |
| ---------------- | -------------------- | ----------------- | ---------------- |
| 1986             | Seúl (Corea del Sur) | Medalla de bronce | –65 kg           |